# Јулија Корнелија Паула
Јулија Корнелија Паула била је римска царица, односно прва супруга римског цара Елагабала.

## Биографија
Јулија је потицала од угледне римске породице Корнелијеваца из Сирије. Отац јој је био Јулије Корнелије Паул, командант Преторијанске гарде. Године 219. Јулија Меза, баба цара Елагабала, уредила је брак који је започео раскошним венчањем. Јулија је добила титулу августа. Међутим, већ следеће године, Елагабал се развео од Јулије како би се оженио за весталску девицу, Аквилију Северу. Након развода, о Паули нема више података у историјским изворима.